# Пураццо, Деонна
Деонна Куприк (англ. Deonna Kupryk; в девичестве — Пураццо (англ. Purrazzo) род. 10 июня 1994, Джефферсон, Нью-Джерси) — американская женщина-рестлер. В настоящее время выступает в All Elite Wrestling (AEW).
Известна выстпулениями в Impact Wrestling, где она является трехкратной чемпионкой мира Impact среди нокаутов.

## Карьера в рестлинге

### Подготовка (2012)
Пураццо начала тренировки в D2W Pro Wrestling Academy в декабре 2012 года после того как увидела объявление о приеме туда. Она совершила дебют на ринге в 2013 году.

### Total Nonstop Action Wrestling / Impact Wrestling (2014—2016)
Пураццо дебютировала в TNA во время записи эпизода за 10 мая 2014 года, проиграв одиночный матч Брук Тессмакер на Knockouts Knockdown II. Деонна вернулась на PPV One Night Only и участвовала в батл-роял матче за претендентство № 1, где была элиминирована Невероятной Конг. Свое третье появление Деонна совершила на Knockouts Knockdown IV, где она проиграла Мэдисон Рэйн.

### WWE (2015—2020)
Деонна появилась на эпизоде NXT от 11 ноября 2015 года, потерпев поражение от Наи Джекс. 19 ноября Пураццо проиграла Асуке после того как рефери остановил матч. В эпизоде от 13 января 2016 года она принимала участие в батл-роял матче за претендентство на чемпионство среди женщин NXT, но проиграла.

### Возвращение в Impact Wrestling (2020—2023)
Вернулась в компанию 26 мая 2020 года и сразу включилась в противостояние с действующей чемпионкой Джордин Грейс. На Slammiversary 18 июля 2020 года Пураццо одолела Грейс и стала новой женской чемпионкой.
12 августа 2022 года на спец-шоу Emergence Грин вместе с Челси Грин выиграла Командное чемпионство Impact Wrestling.